# Francis Alonso
Francisco Fernando Alonso Martínez, más conocido como Francis Alonso (nacido el 25 de mayo de 1996 en Málaga, Andalucía) es un jugador de baloncesto español. Con 1.91 metros de estatura, juega en la posición de escolta en las filas del Río Breogán de la Liga ACB española.

## Trayectoria

### Primeros años en España
Se formó en las categorías inferiores del Unicaja.

### High School y Universidad en Estados Unidos
En la temporada 2014-15  se marcha a Estados Unidos para jugar en el Instituto Cushing Academy. En la temporada 2015-16 se incorpora a la Universidad de Carolina del Norte en Greensboro, promediando en su primera temporada 13 puntos y casi 2 asistencias por partido. Fue incluido por la prensa y los entrenadores en el mejor quinteto freshman.
En 2019 el jugador malagueño completa su ciclo universitario en la NCAA destacando en la universidad de Greensboro, batió el récord de triples de la universidad, siendo MVP de su conferencia en 2018 y miembro del quinteto ideal en 2018 y 2019.

### Liga ACB
En julio de 2019, Unicaja anuncia la contratación de Francis por dos temporadas más una opcional y su cesión a Montakit Fuenlabrada para jugar la Liga ACB 2019-20.
El 5 de julio de 2022, firma por el Surne Bilbao Basket de la Liga ACB de España.

### Primera FEB
En julio de 2023, se compromete con el CB Estudiantes de la Liga LEB Oro española, en el que jugaría durante dos temporadas, firmando en la temporada 2024-25 unos promedios de 9,7 puntos, 1,7 rebotes y 1,2 asistencias con un 45,7% en triples en 18 minutos de juego en los 43 partidos disputados.

### Liga ACB
En julio de 2025, firma por el Club Baloncesto Breogán de la Liga Endesa.